# گمینا خوروشچ
گمینا خوروشچ (به لهستانی:  Gmina Choroszcz) یک گمینا در لهستان است که در شهرستان بیاوستوک واقع شده‌است. گمینا خوروشچ ۱۶۳٫۵ کیلومتر مربع مساحت دارد.